# Dobrá u Frýdku-Místku (nádraží)
Dobrá u Frýdku-Místku je železniční stanice, která se nachází v centrální části obce Dobrá v okrese Frýdek-Místek. Leží v km 116,860 jednokolejné trati Český Těšín – Frýdek-Místek mezi stanicemi Hnojník a Frýdek-Místek.

## Historie
Nádraží s tehdejším názvem Dobrau bylo zprovozněno 1. června 1888, k oficiálnímu otevření ale došlo až 22. července 1888. Byla součástí Dráhy moravskoslezských měst, kterou stavěla KFNB v letech 1887–1888.
Po roce 1918 se používalo české označení Dobrá, v letech 1939 až 1945 v dvojjazyčné verzi Dobrau / Dobrá. V roce 1946 se pojmenování rozšířilo na Dobrá u Frýdku, v roce 1951 na Dobrá u Místku a konečně v roce 1963 na Dobrá u Frýdku-Místku.

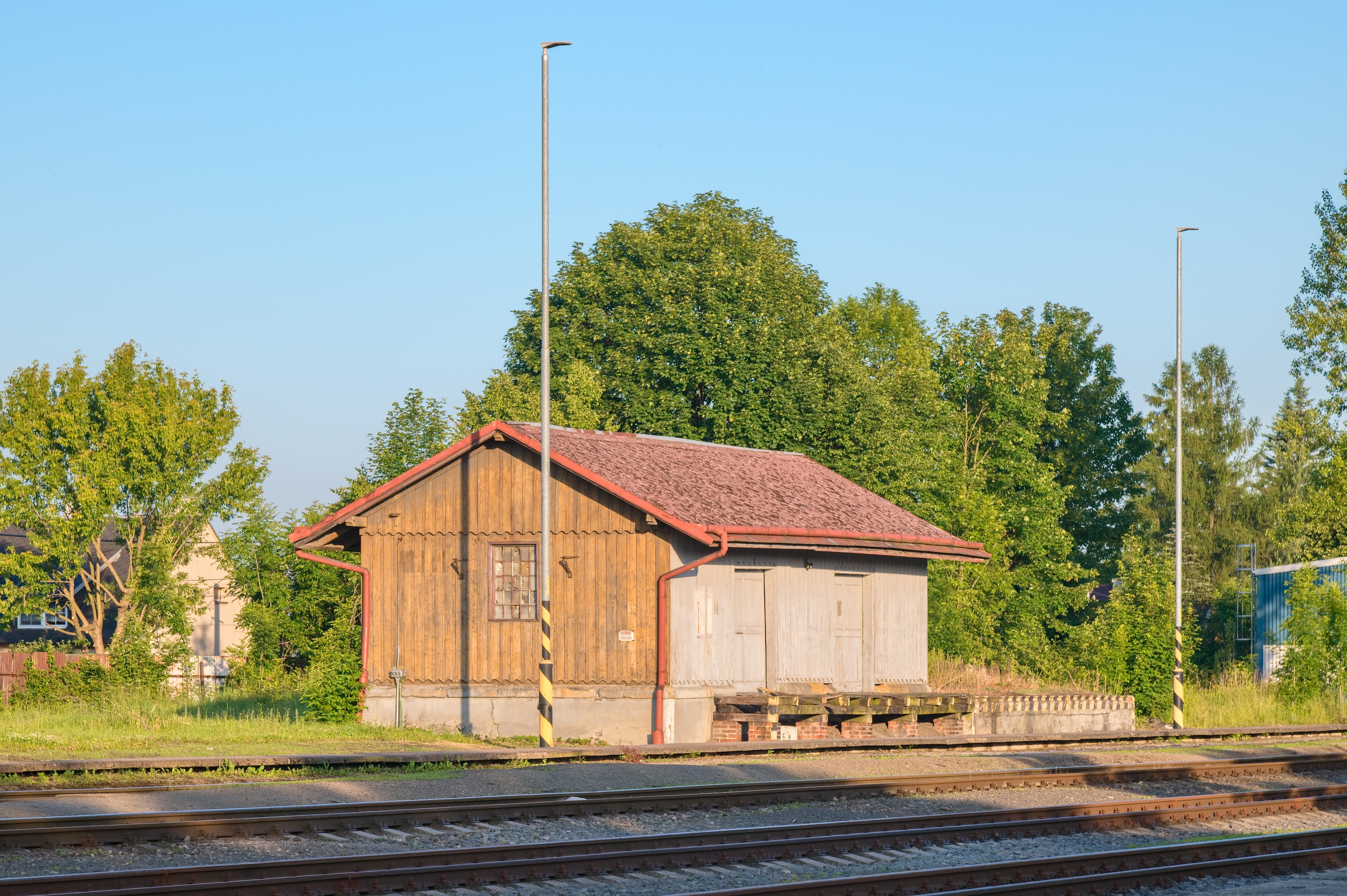
Skladiště s rampou

V roce 1972 byla do stanice zapojena nově vybudovaná vlečka do pivovaru Radegast Nošovice. V závěru roku 2008 byla zprovozněna vlečka do automobilky Hyundai Motor Manufacturing Czech, která je zapojena do stanice.
V roce 2004 došlo k rekonstrukci výpravní budovy. K 1. prosinci 2019 byl ve stanici ukončen prodej jízdenek.
Na roky 2028 až 2030 je plánována modernizace stanice, která má zahrnovat přestavbu kolejiště a výstavbu ostrovního nástupiště s podchodem, který má procházet pod celou stanicí. Rovněž se předpokládá zvýšení rychlosti v navazujících úsecích na 120 km/h.

## Popis stanice
Stanice se skládá z obvodů Dobrá u Frýdku-Místku a Dobrá u Frýdku-Místku – kolej 90, hranicí mezi nimi je cestové návěstidlo Lc90 v km 117,320. Oba obvody jsou vybaveny staničními zabezpečovacími zařízeními 2. kategorie, které ovládá výpravčí z dopravní kanceláře ve stanici. Zatímco první jmenovaný obvod je vybaven elektromechanickým zabezpečovacím zařízením s indikační deskou, ve druhém obvodu je typové elektrické stavědlo TEST 14 s reléovými závislostmi ovládané ze samostatné kolejové desky.
Jízdy vlaků ve směru z/do Frýdku–Místku jsou zabezpečeny pomocí automatického hradla AH-88A v jednom traťovém oddílu (tj. bez oddílových návěstidel), volnost trati je zjišťována pomocí počítačů náprav. Mezi Dobrou a Hnojníkem není traťové zabezpečovací zařízení, jízdy vlaků se zabezpečují telefonickým dorozumíváním. Ještě v roce 2001 fungovalo telefonické dorozumívání i mezi Dobrou a Frýdkem–Místkem.
V hlavním obvodu stanice jsou tři dopravní koleje, které jsou od budovy číslovány 1, 2, 4, přímo u budovy pak je ještě oboustranně zapojená vlečková manipulační kolej č. 3 (vlečka Radegast), na opačné straně kolejiště pak oboustranně zapojená manipulační kolej č. 6. Ve stanici je odklon osy, to znamená, že vlak od Frýdku–Místku vjede přímým směrem na kolej č. 2, od Hnojníka na kolej č. 1.
Do stanice jsou zapojeny celkem tři vlečky: vlečka pivovar Radegast s kolejí č. 3 ve stanici a dále pokračující do areálu pivovaru (směrem na Hnojník), vlečka JungCargoo zapojená do koleje č. 4 na hnojnickém zhlaví a vlečka HMMC Nošovice odbočující z obvodu kolej 90. Do vlečky pivovaru je ještě zapojena vlečka ČEPS Nošovice.
Všechna hlavní návěstidla ve stanici jsou světelná. Ve směru jízdy od Frýdku–Místku stanice začíná vjezdovým návěstidlem S v km 116,193, z opačného směru je vjezdové návěstidlo L v km 118,571, před hlavním obvodem stanice je ještě v km 117,320 cestové návěstidlo Lc90 (před postavením vlečky HMMC šlo o vjezdové návěstidlo L). Jízdy vlaků z hlavního obvodu stanice jsou ve směru do Frýdku–Místku návěstěny skupinovým odjezdovým návěstidlem L1-4, opačným směrem pak skupinovým návěstidlem Sc1-4 (někdejší odjezdové návěstidlo S1-4). Dále je ve směru na Hnojník před odbočením na vlečku HMMC umístěno odjezdové návěstidlo S90.

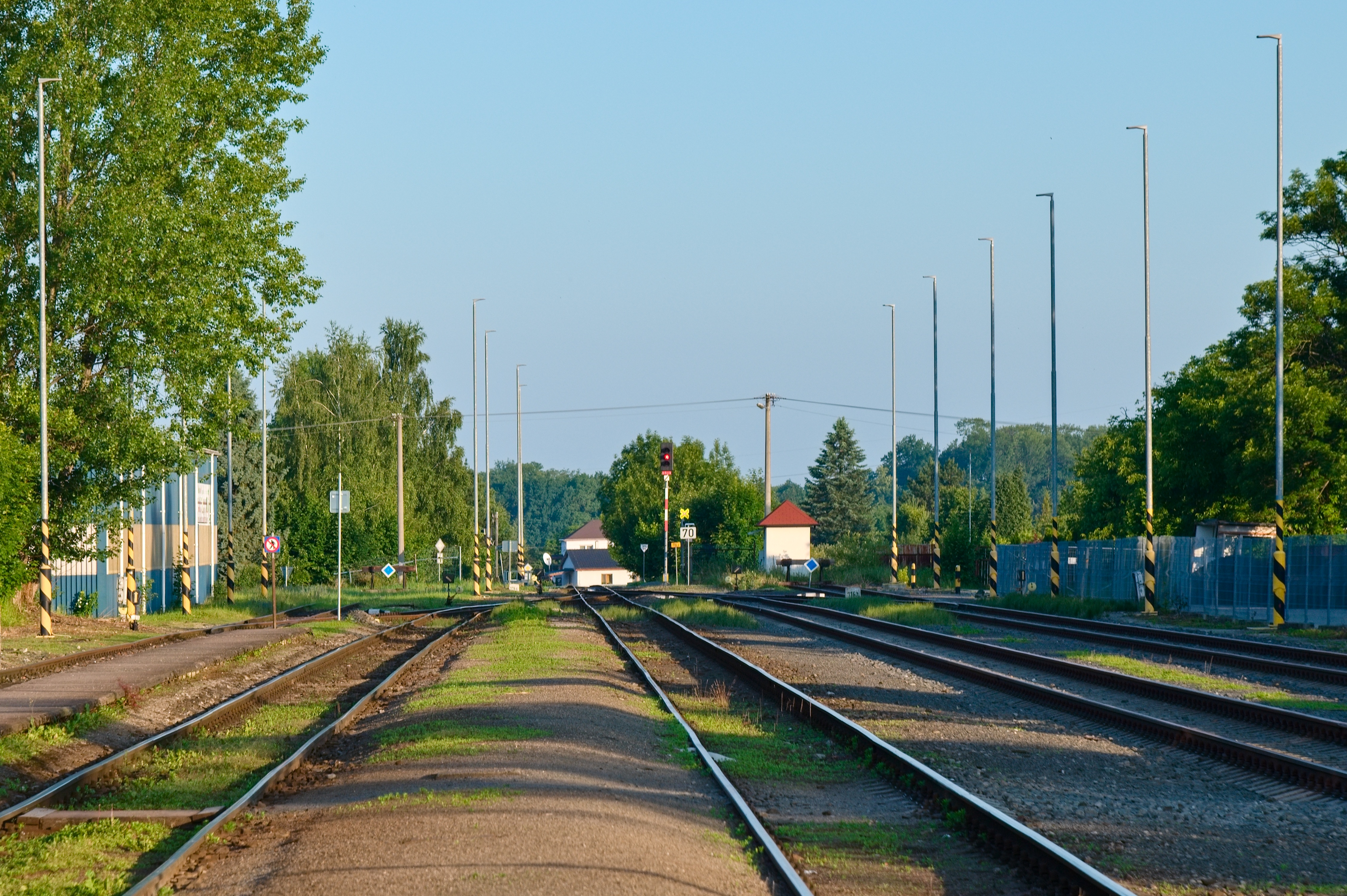
Kolejiště stanice, vlevo panelové nástupiště u koleje č. 1, uprostřed kolej č. 2 se syspaným nástupištěm, v pozadí odjezdové návěstidlo směr Frýdek-Místek

U 1. koleje je zřízeno panelové nástupiště o délce 94 m (ještě v roce 2001 mělo délku 180 m), výška nástupní hrany se nachází 250 mm nad temenem kolejnice. Další nástupiště je u koleje č. 2, je sypané, má délku 200 m a nástupní hranu 200 mm nad temenem kolejnice. Přístup na obě nástupiště je úrovňový. Cestující jsou informováni o jízdách vlaků rozhlasem (mluvené slovo), který obsluhuje výpravčí.
V obvodu stanice se nachází celkem pět úrovňových přejezdů. Z toho dva jsou v hlavním obvodu stanice: P8307 v km 116,584 na frýdecko–místeckém záhlaví je vybaven světelným přejezdovým zabezpečovacím zařízením (PZZ) bez závor; P8308 v km 117,109 na hnojníckém záhlaví a současně na vlečce pivovaru je vybaven mechanickými závorami. Přes oba přejezdy přecházejí místní komunikace v obci Dobrá. V obvodu kolej 90 se v km 117,394 (a současně na vlečce pivovar) nachází přejezd P8309 (silnice III/4774) vybavený světelným PZZ se závorami, dále v km 118,000 P8309 (účelová komunikace v Nošovicích) se světelným PZZ bez závor, v km 118,328 P8309 (místní komunikace v Nošovicích) se světelným PZZ bez závor, ještě v obvodu stanice jev km 0,276 vlečky HMMC přejezd P8356 se světelným PZZ se závorami.

### Výpravní budova
Ve stanici byla postavena výpravní budova z režného zdiva (stejná je i v sousedním Hnojníku) a také skladiště s rampou. Výpravní budova III. třídy byla postavena podle typizovaných plánů (Normalplan No 37d) Antona Dachlera. Patrová budova měla kamenná ostění se záklenky a střední rizalit, ve které byl vestibul s čekárnou III. třídy, čekárnou II. třídy a kancelář. V patře byl dvoupokojový a třípokojový byt s kuchyní. Oba byty měly společné příslušenství na chodbě.
Vedle výpravní budovy byl postaven typizovaný jednoduchý strážní domek (Normalplan No 19) také z režného zdiva. Při rekonstrukci výpravní budovy došlo k vsazení plastových oken do kamenného ostění.